# Ajalkalá
El Club de Atletismo Ajalkalá es un club de atletismo de Alcalá de Henares, España, fundado en 1976.

## Historia
En los años 70, un grupo de adolescentes se lanzaron a la aventura de dar un giro al deporte municipal. Fue entonces, cuando un grupo de gente de Alcalá de Henares, pensó en hacer algo para todos los complutenses. El club empezó a funcionar en 1976 y a promover la carrera popular "Legua Cervantina", que hoy en día se suma a una Media Maratón homologada por la RFEA y una Maratón Internacional. En la actualidad, el Ajalkalá cuenta con una Escuela Municipal con alrededor de 300 escolares. Además de contar con una sección de federados con alrededor de 100 atletas que practican las distintas modalidades.

## Secciones
| Secciones                            |
| ------------------------------------ |
| Grupo de velocidad                   |
| Grupo de saltos y pruebas combinadas |
| Grupo de lanzamientos                |
| Grupo de medio fondo y fondo         |

En la actualidad también cuenta con una sección de Runners.

## Mascota
```
El club cuenta con una mascota que sirve de animación en competiciones autonómicas y nacionales. Quijotín simboliza a 
Don Quijote
, el célebre personaje del escritor 
Miguel de Cervantes
.
```

### Reconocimientos
- Premio Cervantes al Deporte 2006 Mención Especial al Mérito Deportivo (2006)[2]